# Liste der Monuments historiques in Couquèques
Die Liste der Monuments historiques in Couquèques führt die Monuments historiques in der französischen Gemeinde Couquèques auf.

## Liste der Objekte
| Bezeichnung                          | Beschreibung                        | Standort                       | Kennzeichnung | Schutzstatus | Datum | Bild |
| ------------------------------------ | ----------------------------------- | ------------------------------ | ------------- | ------------ | ----- | ---- |
| Glocke                               | Bronze, im 16. Jahrhundert gegossen | in der Kirche St-Martin (Lage) | PM33000471    | Classé       | 1942  |      |
| Prozessionsfahne des heiligen Martin | Stoff, 19. Jahrhundert              | in der Kirche St-Martin (Lage) | PM33001312    | Inscrit      | 1978  |      |